# Altranft
Altranft è una frazione della città tedesca di Bad Freienwalde (Oder), nel Land del Brandeburgo.

## Storia
Il 20 settembre 1993 il comune di Altranft venne soppresso e aggregato alla città di Bad Freienwalde (Oder).

### Esplicative
1. ↑  Letteralmente: «Ranft vecchia», in contrapposizione alla vicina Neuranft – «Ranft nuova».

### Bibliografiche
1. ↑  (DE) Hauptsatzung der Stadt Bad Freienwalde (Oder) vom 24.07.2014 einschließlich 2. Änderungssatzung vom 10.12.2015, articolo 1, comma 3. (PDF), su bad-freienwalde.de.
2. ↑  (DE) Drittes Gesetz zur Gemeindegliederung im Land Brandenburg, Paragrafo 1, articolo 2, comma 1., su bravors.brandenburg.de.